# 800 mètres féminin aux Jeux olympiques d'été de 1992 (athlétisme)
Navigation
Séoul 1988 Atlanta 1996
L'épreuve du 800 mètres féminin aux Jeux olympiques de 1992 s'est déroulée du 31 juillet au 3 août 1992 au Stade olympique de Montjuic de Barcelone, en Espagne.  Elle est remportée par la Néerlandaise Ellen van Langen.

## Résultats

### Finale
| Rang               | Athlète            | Pays                        | Temps         | Notes |
| ------------------ | ------------------ | --------------------------- | ------------- | ----- |
| Médaille d'or      | Ellen van Langen   | Pays-Bas                    | 1 min 55 s 54 | NR    |
| Médaille d'argent  | Lilia Nurutdinova  | Équipe unifiée de l’ex-URSS | 1 min 55 s 99 |       |
| Médaille de bronze | Ana Fidelia Quirot | Cuba                        | 1 min 56 s 80 |       |
| 4                  | Inna Yevseyeva     | Équipe unifiée de l’ex-URSS | 1 min 57 s 20 |       |
| 5                  | Maria Mutola       | Mozambique                  | 1 min 57 s 49 |       |
| 6                  | Ella Kovacs        | Roumanie                    | 1 min 57 s 95 |       |
| 7                  | Joetta Clark       | États-Unis                  | 1 min 58 s 06 |       |
| 8                  | Lyubov Gurina      | Équipe unifiée de l’ex-URSS | 1 min 58 s 13 |       |

### Demi-finales
| Rang | Athlète            | Pays                        | Temps         | Notes |
| ---- | ------------------ | --------------------------- | ------------- | ----- |
| 1    | Liliya Nurutdinova | Équipe unifiée de l’ex-URSS | 1 min 58 s 04 | Q     |
| 2    | Maria Mutola       | Mozambique                  | 1 min 58 s 16 | Q     |
| 3    | Inna Yevseyeva     | Équipe unifiée de l’ex-URSS | 1 min 58 s 20 | Q     |
| 4    | Joetta Clark       | États-Unis                  | 1 min 58 s 22 | Q     |
| 5    | Letitia Vriesde    | Suriname                    | 1 min 58 s 28 |       |
| 6    | Charmaine Crooks   | Canada                      | 1 min 58 s 55 |       |
| 7    | Lyubov Gurina      | Équipe unifiée de l’ex-URSS | 2 min 00 s 64 | Q     |
| 8    | Ellen van Langen   | Pays-Bas                    | 2 min 00 s 68 | Q     |
| 9    | Ana Fidelia Quirot | Cuba                        | 2 min 00 s 86 | Q     |
| 10   | Ella Kovacs        | Roumanie                    | 2 min 00 s 89 | Q     |
| 11   | Sigrun Wodars      | Allemagne                   | 2 min 00 s 91 |       |
| 12   | Lorraine Baker     | Grande-Bretagne             | 2 min 02 s 17 |       |
| 13   | Sabine Zwiener     | Allemagne                   | 2 min 02 s 64 |       |
| 14   | Carla Sacramento   | Portugal                    | 2 min 02 s 85 |       |
| 15   | Diane Modahl       | Grande-Bretagne             | 2 min 04 s 32 |       |
| 16   | Julie Jenkins      | États-Unis                  | 2 min 06 s 53 |       |

### Séries
| Rang | Athlète              | Pays                        | Temps         | Notes |
| ---- | -------------------- | --------------------------- | ------------- | ----- |
| 1    | Sigrun Wodars        | Allemagne                   | 2 min 00 s 31 | Q     |
| 2    | Liliya Nurutdinova   | Équipe unifiée de l’ex-URSS | 2 min 00 s 37 | Q     |
| 3    | Diane Modahl         | Grande-Bretagne             | 2 min 00 s 39 | Q     |
| 4    | Shiny Abraham-Wilson | Inde                        | 2 min 01 s 90 |       |
| 5    | Stella Jongmans      | Pays-Bas                    | 2 min 02 s 26 |       |
| 6    | Brigitte Nganaye     | République centrafricaine   | 2 min 15 s 70 |       |
| 7    | Rosalie Gangué       | Tchad                       |               | DSQ   |

| Rang | Athlète            | Pays            | Temps         | Notes |
| ---- | ------------------ | --------------- | ------------- | ----- |
| 1    | Joetta Clark       | États-Unis      | 1 min 59 s 62 | Q     |
| 2    | Ellen van Langen   | Pays-Bas        | 1 min 59 s 86 | Q     |
| 3    | Carla Sacramento   | Portugal        | 2 min 00 s 57 | Q     |
| 4    | Christine Wachtel  | Allemagne       | 2 min 01 s 39 |       |
| 5    | Paula Fryer        | Grande-Bretagne | 2 min 02 s 72 |       |
| 6    | Sukanya Sang-Nguen | Thaïlande       | 2 min 09 s 94 |       |
| 7    | Andrea Garae       | Vanuatu         | 2 min 28 s 61 |       |

| Rang | Athlète                 | Pays       | Temps         | Notes |
| ---- | ----------------------- | ---------- | ------------- | ----- |
| 1    | Ella Kovacs             | Roumanie   | 1 min 59 s 88 | Q     |
| 2    | Letitia Vriesde         | Suriname   | 1 min 9 s 93  | Q     |
| 3    | Julie Jenkins           | États-Unis | 1 min 59 s 96 | Q     |
| 4    | Sabine Zwiener          | Allemagne  | 2 min 00 s 87 | Q     |
| 5    | Fabia Trabaldo          | Italie     | 2 min 01 s 44 |       |
| 6    | Sriyani Dhammika Manike | Sri Lanka  | 2 min 03 s 85 |       |
| 7    | Prisca Singamo          | Malawi     | 2 min 20 s 84 |       |

| Rang | Athlète            | Pays                        | Temps         | Notes |
| ---- | ------------------ | --------------------------- | ------------- | ----- |
| 1    | Inna Yevseyeva     | Équipe unifiée de l’ex-URSS | 1 min 58 s 58 | Q     |
| 2    | Ana Fidelia Quirot | Cuba                        | 1 min 59 s 06 | Q     |
| 3    | Charmaine Crooks   | Canada                      | 1 min 59 s 52 | Q     |
| 4    | Lorraine Baker     | Grande-Bretagne             | 2 min 00 s 50 | Q     |
| 5    | Leontia Sălăgeanu  | Roumanie                    | 2 min 02 s 65 |       |
| 6    | Zewdie Hailemariam | Éthiopie                    | 2 min 11 s 60 |       |
|      | Carol Galea        | Malte                       |               | DSQ   |

| Rang | Athlète                | Pays                        | Temps         | Notes |
| ---- | ---------------------- | --------------------------- | ------------- | ----- |
| 1    | Lyubov Gurina          | Équipe unifiée de l’ex-URSS | 2 min 00 s 27 | Q     |
| 2    | Maria Mutola           | Mozambique                  | 2 min 00 s 83 | Q     |
| 3    | Meredith Rainey-Valmon | États-Unis                  | 2 min 01 s 33 |       |
| 4    | Viviane Dorsile        | France                      | 2 min 01 s 54 |       |
| 5    | Amaia Andrés           | Espagne                     | 2 min 02 s 67 |       |
| 6    | Gladys Wamuyu          | Kenya                       | 2 min 03 s 01 |       |
| 7    | Edith Nakiyingi        | Ouganda                     | 2 min 03 s 55 |       |
| 8    | Mantokoane Pitso       | Lesotho                     | 2 min 29 s 77 |       |

## Légende
Records et Performances
- AR : Record continental (area record)
- CR : Record des championnats (championship record)
- MR : Record du meeting (meet record)
- NR : Record national (national record)
- OR : Record olympique (olympic record)
- PR : Record paralympique (paralympic record)
- PB : Record personnel (personal best)
- SB : Meilleure performance personnelle de la saison (season's best)
- WL : Meilleure performance mondiale de l'année (world leader)
- WJR : Record du monde junior (world junior record)
- WR : Record du monde (world record)

Circonstances et Conditions
- DNF : N'a pas terminé (did not finish)
- DNS : N'a pas pris le départ (did not start)
- DQ : Disqualification (disqualification)
- NM : Aucun essai valable enregistré (No Mark)
- Q : Qualifié « directement » au prochain tour (ou à la prochaine compétition), lors d'une compétition majeure, grâce au classement ou à la réalisation des minima (automatic qualifier)
- q : Qualifié au prochain tour (ou à la prochaine compétition), lors d'une compétition majeure, grâce au repêchage ou à la réalisation de l'une des meilleures performances parmi celles des « non qualifiés directement » (grâce au meilleur temps ou à la meilleure distance par exemple) (secondary qualifier)